# 국가정보원 과거사건 진실규명을 통한 발전위원회
국가정보원 과거사건 진실규명을 통한 발전위원회(NIS Development Committee for clarifying the past) 또는 약칭으로 진실위원회(NISDC)는 제3공화국 이후 중앙정보부, 안기부, 국가정보원 차원에서 행해졌던 인권 침해, 각종 범죄 행위를 진실규명하던 단체로 2004년 11월부터 2007년 11월 참여정부 기간 중 존속하였다. 한국 사회의 보수 세력과 전직 중앙정보부, 안기부 출신 인사들의 반발과 비난에도 불구하고 계속 활동하였다. 약칭 국정원 과거사 진실규명위이다.

## 개요
대한민국 국가정보원이 과거 의혹사건의 진실 규명을 통해 국민의 신뢰를 획득함으로써 국정원 발전의 항구적 토대를 마련한다는 취지에서 설치, 운영한 국정원장 직속 민·관 합동기구이다. 2004년 11월 2일 출범하였다.
한국 사회의 보수 세력과 전직 중앙정보부, 안기부 출신 인사들의 반발과 비난에도 불구하고 계속 활동하였다.한국 현대 정치사의 막후에 있었던 국정원(전신(前身): 중앙정보부, 국가안전기획부)과 관련된 과거 의혹사건 조사를 통해 우리 현대사를 바로세워 나아감은 물론 과거의 일부 인권침해 및 월권과 탈법행위 등에 대한 재발 방지를 위한 제도적 장치를 마련함으로써 국가정보원이 국민의 신뢰를 바탕으로 ‘국민 봉사기관’으로 거듭 태어날 수 있도록 만드는 데에 그 목적이 있다. 한국 사회의 보수 세력과 전직 중앙정보부, 안기부 출신 인사들의 반발과 비난에도 불구하고 계속 활동하였다. 2007년 폐지되었다.

## 주요 의혹사건
- 김영삼 질산 테러 사건 진실규명
- 김대중 납치 사건 진실규명
- 부일장학회 헌납 및 경향신문 매각 사건 진실규명
- 인민혁명당 및 민청학련 사건 진실규명
- 동백림 사건 진실규명
- 김대중 납치사건 진실규명
- 최종길 교수 타살사건 진실규명
- 김형욱 실종사건 진실규명
- KAL 858기 폭파사건 진실규명
- 남한조선노동당 사건 진실규명
- 초원복집 사건 진실규명
- 박창수 고문치사 사건 진실규명
- 미림팀 도청 사건 진실규명
- 삼성 X파일 진실규명
- 국정원 불법 도청 사건 진실규명

## 조사 결과
국가정보원 과거사건 진실규명을 통한 발전위원회가 2007년 10월말 진상조사를 마무리하고 그간의 조사활동을 책으로 발표했다. 언론에는 간헐적으로 핵심요점만 전해졌으나 실제로 3,000여개 쪽수의 6권의 책으로 정리되었다.
- 국정원「진실위」보고서·총론
- 주요 의혹사건편 上권
- 주요 의혹사건편 下권
- 정치·사법편
- 언론·노동편
- 학원·간첩편

## 같이 보기
| - 표현의 자유 - 사상의 자유 - 정치 결사의 자유 - 의심의 자유 - 김대중 납치 사건 - 박창수 - 미림팀 - 안기부 X파일 사건 - 국가정보원 불법 도청 사건 | - 인권 - 인권 침해 - 국가정보원 여론조작 사건 - 초원복집 사건 - 최종길 교수 의문사 사건 - 장준하 - 범죄 |